# Nectria flavida
Nectria flavida är en svampart som tillhör divisionen sporsäcksvampar, och som beskrevs av Corda. Nectria flavida ingår i släktet Nectria, och familjen Nectriaceae. Arten har ej påträffats i Sverige.